# 普热米斯尔·比乔夫斯基
普热米斯尔·比乔夫斯基（捷克語：Přemysl Bičovský，1950年8月18日—），捷克男子足球运动员，司职前锋。他曾代表捷克斯洛伐克国家队参加1976年欧洲足球锦标赛，结果队伍获得冠军。